# Cocama
Cocama (Kokama, Kocama, Kakáma), pleme američkih Indijanaca porodice Tupi-Guarani s donjeg toka rijeke Ucayali, i Marañon, i na Huallagi u Peruu, te u susjednim predjelima Brazila (država Amazonas) i Kolumbije na donjem toku Putumaya. Uključujući srodno pleme Cocamilla ima ih 15,000 Peruu (2000 W. Adelaar), 411 u Brazilu (2000 D. Moore) i svega 20 u Kolumbiji. Prvi puta kontaktirali su ih Španjolci 1557., odnosno ekspedicija koju je predvodio Juan de Salinas Loyola. Na rijeci Huallaga poznati su kao Cocamilla, i donekle se po dijalekti rezlikuju od Cocama.

## Vanjske poveznice
- Exploration The Cocamas Indians of the Amazon Jungle Iquitos, Peru  Arhivirana inačica izvorne stranice od 4. prosinca 2008. (Wayback Machine)